# 14072 Вольтерра
14072 Вольтерра (14072 Volterra) — астероїд головного поясу, відкритий 21 травня 1996 року.
Тіссеранів параметр щодо Юпітера — 3,185.
Названо на честь Віто Вольтерра (італ. Vito Volterra; 1860—1940) — італійського математика, фізика.